# التدريب اللامركزي
\\
التدريب اللامركزي هو نوع من تمارين القوة يتضمن استخدام العضلات المستهدفة للتحكم في الوزن أثناء حركته إلى الأسفل. يمكن أن يساعد هذا النوع من التدريب في بناء العضلات، وتحسين الأداء الرياضي، وتقليل خطر الإصابة. الانقباض اللامركزي هو حركة عضلية نشطة أثناء إطالة العضلة تحت حمل. التدريب اللامركزي هو القيام المتكرر بانقباضات عضلية لامركزية. على سبيل المثال، في تمرين عضلة الذراع الثنائية، فإن خفض الدمبل ببطء بعد رفعه يُعد المرحلة اللامركزية من التمرين – طالما تم خفض الدمبل ببطء بدلاً من تركه يسقط (أي أن العضلة الثنائية تكون في حالة انقباض للتحكم في معدل النزول).
الانقباض اللامركزي هو أحد المراحل المميزة في حركة العضلات والأوتار، وتشمل أيضاً الانقباض المتساوي (بدون حركة)، والانقباض متساوي التوتر، والانقباض المركز (تقصر فيه العضلة).
يركز التدريب اللامركزي على إبطاء عملية استطالة العضلة لتحدي العضلات، مما قد يؤدي إلى تقوية أكبر للعضلات، وتسريع إصلاح الأنسجة العضلية، وزيادة معدل الأيض.
توفر الحركة اللامركزية آلية كبح للمجموعات العضلية والوترية التي تخضع لحركة مركزية، وذلك لحماية المفاصل من الضرر عند ارتخاء الانقباض.
التدريب اللامركزي مفيد بشكل خاص للرياضيين العاديين وذوي الأداء العالي، أو كبار السن، أو المرضى الذين يسعون لإعادة تأهيل عضلات وأوتار معينة.

## الحركة السالبة
يُشار إلى هذه الحركة أحياناً باسم "التدريب السلبي". وتُعد هذه الحركة "السالبة" ضرورية لعكس اتجاه العضلة من مسارها الأولي.
عندما يتجاوز الحمل القوة التي يمكن أن تنتجها العضلة عند طول ثابت، كما في الانقباض العضلي اللامركزي، فإن التمرين يُعد عملاً سلبياً، لأن العضلة تمتص الطاقة.
تستهلك الانقباضات اللامركزية طاقة أيضية أقل، على الرغم من أنها يمكن أن تُنتج قوة أكبر من الانقباضات المركزية.

## التاريخ
اكتشف أدولف أويغن فيك عام 1882 أن "العضلة التي تنقبض أثناء الإطالة يمكن أن تُنتج قوة أكبر من العضلة التي تنقبض بالاختصار" كما في الحركات المركزية. وبعد خمسين سنة، وجد إيه. في. هيل أن "الجسم يستهلك طاقة أقل أثناء الانقباض العضلي اللامركزي مقارنة بالحركة العضلية المركزية".
قدّم إرلينغ أسموسن التدريب اللامركزي عام 1953، حيث تعني "ex" الابتعاد و"centric" المركز. ومن ثم، صيغ المصطلح ليعني انقباض عضلي يتحرك مبتعدًا عن مركز العضلة.
أُجري أول عرض عملي لأهمية هذه الخصائص من قبل باد أبوت، وبريندا بيغلاند، ومردوخ ريتشي. ربطوا دراجتين ثابتتين ببعضهما بسلسلة واحدة، بحيث يبدل أحد الراكبين إلى الأمام بينما يقاوم الآخر هذه الحركة عن طريق كبح الدواسات المتحركة إلى الخلف. وبما أن المقاومة الداخلية للجهاز كانت منخفضة، فقد كان نفس مقدار القوة يُطبق من كلا الشخصين، ومع ذلك كان العمل أسهل بكثير للشخص الذي كان يكبح. هذا العرض أظهر ببراعة أن امرأة صغيرة الحجم يمكنها بسهولة أن تُنتج قوة أكبر من رجل ضخم يقوم بالبدال للأمام.

## الطاقة
خلال المرحلة اللامركزية من الحركة، تمتص العضلة الطاقة. ويتم ذلك "من خلال تمديد العضلة، وفي هذه العملية، تمتص العضلة طاقة ميكانيكية".
يتم إما تبديد هذه الطاقة أو تحويلها إلى نوع أو أكثر من نوعين من الطاقة:
- الطاقة المرتدة المرنة
- الحرارة

### الطاقة المرتدة المرنة
يمكن تحويل الطاقة التي تمتصها العضلة إلى طاقة ارتدادية مرنة، ويمكن للجسم استعادتها وإعادة استخدامها. هذا يؤدي إلى زيادة الكفاءة لأن الجسم يستطيع استخدام الطاقة في الحركة التالية، مما يقلل من الصدمة أو التأثير الأولي للحركة.
على سبيل المثال، يتم امتصاص الطاقة الحركية في الجري في كل مرة يضرب فيها القدم الأرض، وتستمر هذه الطاقة بينما يتجاوز مركز كتلة الجسم موضع القدم. في هذه اللحظة، تصل طاقة الارتداد المرن إلى أقصاها ويتم امتصاص جزء كبير منها ويُضاف إلى الخطوة التالية.
تشبه هذه الحركة عمل النوابض، حيث يتم تقصير العضلة وتمديدها بشكل مستمر، مما يؤدي إلى تعزيز الفعالية والقوة. ويمكن أن يُعطي شعورًا بـ"الجهد الأقل" على الرغم من التعامل مع قوة أكبر.
لكن الوقت له أهمية في طاقة الارتداد المرن. إذا لم يتم استخدام هذه الطاقة بسرعة، فإنها تتبدد على شكل حرارة. ودور التدريب اللامركزي هو استخدام هذه المبادئ في تحويل الطاقة لتقوية مجموعات العضلات والأوتار.

### الحرارة
إذا تم استخدام العضلة كـ"مخمّد أو ممتص للصدمات"، فإن الطاقة التي تمتصها العضلة ستُبدد على شكل حرارة. هذا يؤدي إلى ارتفاع في درجة حرارة الجسم.

## الآليات الفسيولوجية
تحتوي العضلة على "أنسجة منتجة للتوتر تتكون من وحدات انقباضية صغيرة تُعرف باسم الساركوميرات"، وكل منها يحتوي على "خيوط سميكة (مايوسين) وخيوط رفيعة (أكتين) تتداخل لتشكيل روابط عرضية".
عند أداء تمرين مركز، يحدث تقصير في العضلة عندما تتصل روابط المايوسين والأكتين وتنفصل بشكل متكرر، لسحب الأكتين عبر المايوسين – منتجةً القوة. كل دورة من الاتصال والانفصال بين الروابط العرضية تعتمد على انقسام جزيء واحد من الأدينوزين ثلاثي الفوسفات. من أمثلة هذه التمارين ركل الكرة أو رفع الأثقال.
في حالات الانعكاس الخاضعة للتحكم للحركات المركزية، تقوم الحركة اللامركزية بتمديد العضلة بقوة معاكسة تفوق القوة العضلية. عند تمدد خيوط العضلات في هذه الانقباضات اللامركزية، قد يقل عدد الروابط المنفصلة بين المايوسين والأكتين. ومع بقاء عدد أكبر من الروابط متصلة، يتم إنتاج قوة أكبر في العضلة. من أمثلة الأنشطة التي تتضمن انقباضات عضلية لامركزية: المشي نزولاً على تل أو مقاومة الجاذبية أثناء خفض جسم ثقيل.
تؤدي الحركات اللامركزية إلى إطالة الساركوميرات إلى درجة قد تؤدي إلى إجهاد في الخيوط العضلية، وهو ما يُعرف بآلام العضلات المتأخرة الناتجة عن التمرين. أحد مجالات البحث الواعدة المتعلقة بهذا النوع من الألم والتدريب اللامركزي هو تأثير التكرار المتعدد. للمساعدة في منع أو تقليل هذا الألم، أو لتسريع التعافي منه، يجب تحفيز العضلة لامركزياً، ثم تكرار ذلك على فترات أسبوعية لبناء القوة وتقليل الإجهاد بمرور الوقت.

## إصابة العضلات
الانقباضات اللامركزية تُعد سبباً شائعاً لإصابات العضلات عند ممارسة تمرين غير معتاد. لكن جلسة واحدة من هذا النوع من التمارين تؤدي إلى تكيّف يجعل العضلة أقل عرضة للإصابة عند تكرار التمرين لاحقاً.

## النتائج
تمت دراسة العديد من النتائج الرئيسية المتعلقة بفوائد التدريب اللامركزي:
- الانقباضات اللامركزية تستهلك طاقة أقل وتمتص الطاقة التي ستُستخدم كحرارة أو ارتداد مرن للحركة التالية.
- التدريب اللامركزي يولّد قوة أكبر بسبب "انخفاض معدل انفصال الجسور المتقاطعة في العضلات"، ما يمنح المرضى والرياضيين قوة عضلية أكبر للأوزان الثقيلة.
- أثبت التدريب اللامركزي فعاليته كوسيلة إعادة تأهيل بعد الإصابات في الجزء السفلي من الجسم.
- تؤدي زيادة آلام العضلات المتأخرة إلى مزيد من الحنان العضلي في التدريب اللامركزي، وليس ألمًا نقيًا أو تورمًا في الأوتار لدى المرضى.
- الأفراد الأكبر سنًا أقل عرضة للإصابة من التمرين اللامركزي، ويرجع ذلك أساسًا إلى انخفاض الإجهاد على مجموعات العضلات والأوتار مقارنةً بالتمارين المركزية التقليدية.
- "تأثير الجولة المتكررة" يقلل بشكل كبير من آلام العضلات المتأخرة؛ إذ أن تكرار التدريب اللامركزي بعد أسبوع أو أكثر يؤدي إلى ألم عضلي أقل في الجولة الثانية.
- تمدد العضلات والتدريب اللامركزي يوفران حماية من الإصابة أو الإصابة المتكررة.
- المشاركون يُبلغون عن تعب أقل من التدريب اللامركزي مقارنةً بالتدريب المركزي.
- يمكن للتدريب اللامركزي الكامل للجسم أن يرفع معدل الأيض أثناء الراحة بنسبة 9٪ تقريبًا، مع أعلى معدل خلال أول ساعتين.
- رغم انخفاض التكاليف الطاقية، فإن مقدار القوة المنتجة مرتفع للغاية، ما يؤدي إلى زيادة ملحوظة في القوة العضلية والحجم والطاقة.

## التمرين اللامركزي
يُستخدم التمرين اللامركزي أو تدريب المقاومة حاليًا كوسيلة لإعادة التأهيل من الإصابات الرياضية، وأيضًا كشكل بديل من التمارين لكبار السن والمصابين باضطرابات عصبية، أو مرض الانسداد الرئوي المزمن، أو اضطرابات القلب والرئة، أو السرطان. فقدان العضلات هو مشكلة كبيرة يواجهها الأشخاص المصابون بهذه الاضطرابات، وكثير منهم لا يستطيعون المشاركة في بروتوكولات التمارين الشاقة. تنتج الانقباضات العضلية اللامركزية قوى عالية بتكاليف طاقة منخفضة. ووفقًا لهورتوباجي، فإن هذه الخصائص تمنح التمرين اللامركزي أعلى قدرة على تقوية العضلات. من أجل تقوية العضلات، يجب أن تتجاوز القوة الخارجية مقاومة العضلة أثناء تمددها. وتعريف الانقباض اللامركزي يكاد يطابق تعريف تقوية العضلات.
الأضرار العضلية المتصورة
ثمة اعتقاد بأن الانقباضات اللامركزية تسبب تلفًا وإصابة في العضلات، لكن الحقيقة أن الانقباض اللامركزي قد يؤدي إلى ألم عضلي متأخر الظهور، إلا أن الانقباض نفسه لا يسبب ضررًا أو إصابة للعضلات.
إثبات تقوية العضلات دون تلف
إحدى المشكلات المتكررة في إعادة تأهيل الرباط الصليبي الأمامي هي تعزيز قوة عضلات الفخذ دون إعادة إصابة. يمكن استخدام التدريب اللامركزي المبكر وعالي القوة لزيادة قوة العضلات وحجمها دون إلحاق ضرر بالطُعم أو الأنسجة الرخوة المحيطة أو الغضاريف المفصلية. في تجربة أُجريت على عضلات الجرذان بعد عشرين جلسة من التدريب اللامركزي منخفض الشدة على جهاز المشي، لوحظ أن الوزن الرطب للعضلات والمساحة العرضية للألياف العضلية كانا أكبر بشكل ملحوظ مقارنة بالمجموعتين الضابطتين. قادت هذه النتائج إلى الاستنتاج بأن الانقباضات اللامركزية منخفضة الشدة قادرة على "إحداث ضغط ميكانيكي كافٍ لتحفيز تضخم العضلات دون التسبب في إجهاد مفرط يؤدي إلى تلف الألياف العضلية". كما أشارت مقالات أخرى إلى أن تلف العضلات ليس شرطًا أساسيًا لتحقيق التضخم العضلي. فالإجهاد الميكانيكي الكبير الناتج عن الانقباضات اللامركزية هو ما يؤدي إلى التضخم في الأفراد الخاضعين لهذا النوع من التدريب. أظهرت الدراسات التي أُجريت على كبار السن أن التدريب اللامركزي منخفض الشدة يمكنه فعليًا تقليل الضرر العضلي. ووفقًا لغولت، فإن انخفاض تكاليف الطاقة والحاجة القليلة للأوكسجين تجعل من التدريب اللامركزي منخفض الشدة خيارًا مثاليًا لكبار السن.
الانقباضات اللامركزية واستهلاك الأوكسجين
يُعد استهلاك الأوكسجين ضروريًا لعمل العضلات بشكل سليم. وتُعتبر الانقباضات اللامركزية "عملًا سلبيًا" لأن العضلة تعمل في مواجهة مقاومة، وهو العمل الميكانيكي الذي تمتصه العضلة عندما تتجاوز القوة المطبقة القوة الناتجة عنها. أُجريت تجربة على ركوب الدراجة لقياس كمية استهلاك الأوكسجين أثناء الدفع للأمام (عمل إيجابي) وأثناء الدفع مع المقاومة (عمل سلبي). وقد أُثبت أن استهلاك الأوكسجين كان أقل بكثير أثناء العمل السلبي مقارنةً بالعمل الإيجابي، بنسبة 3 إلى 7. وبسبب انخفاض استهلاك الأوكسجين في التمارين اللامركزية، أُجريت دراسات على مرضى الانسداد الرئوي المزمن الحاد، وتم تطوير تمرين ركوب دراجة لامركزي لهؤلاء المرضى، وأظهرت النتائج عدم وجود آثار جانبية، وشعور طفيف بآلام عضلية لم تؤثر على الأداء، والتزام عالٍ بالتمرين. كما أظهرت دراسات أخرى على ركوب الدراجة أن التدريب اللامركزي هو بديل آمن لمرضى الانسداد الرئوي المزمن، إذ يمكنهم أداء تمارين عالية الشدة بتكاليف أقل.
الانقباضات اللامركزية والناتج القلبي
مع انخفاض استهلاك الأوكسجين، فكيف سيؤثر التدريب اللامركزي على القلب؟ أُجريت دراسة لاختبار تأثير الانقباضات المركزية واللامركزية على التنظيم الذاتي للقلب بعد التمرين. تم تقسيم رجال (تتراوح أعمارهم بين 18–30 عامًا) إلى أربع مجموعات: مجموعة تحكم مركزية، مجموعة تحكم لامركزية، مجموعة تدريب مركزي، ومجموعة تدريب لامركزي. خلصت النتائج إلى أن تدريب المقاومة (الانقباضات اللامركزية) عزّز زيادة القوة. كما تم تسجيل زيادة في تنظيم العصب المبهم القلبي أثناء مرحلة التعافي.
أُجريت العديد من الدراسات حول التدريب اللامركزي خلال العقد الماضي. ويمكن القول إن هناك أدلة قوية تُثبت أن التمرين اللامركزي يتفوق على التمرين المركزي في جوانب التأهيل والتدريب من حيث القوة وتكاليف الطاقة واستهلاك الأوكسجين وتقوية العضلات.

## الرياضة وإعادة التأهيل

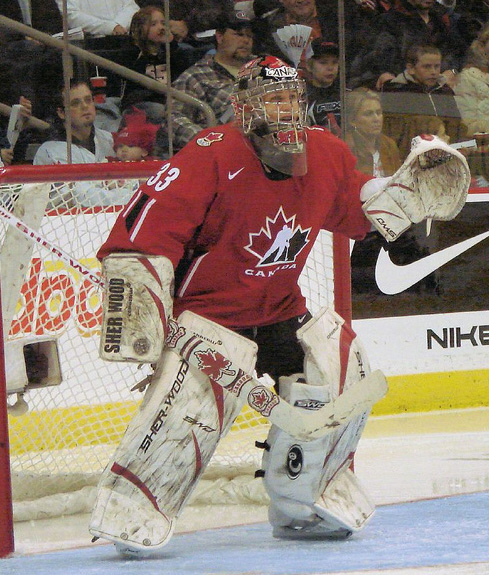
كيم سانت بيير تعافت من جراحة الورك باستخدام تمارين غريبة الأطوار

مع التدريب اللامركزي، تكون العضلات قادرة على توليد قوة أكبر بجهد أقل، وهو ما يحمل دلالة خاصة في مجالات الرياضة عالية الأداء – سواء من أجل الوقاية من الإصابات أو التدريب لتحقيق الأداء الأمثل. بالنسبة للرياضيين ومحبي الرياضة، يمكن لهذا النموذج اللامركزي أن يساعد في تدريب القوة الانفجارية للوقاية من الإصابات أو تكرارها، كما يُدرب الجسم على استخدام القوة الحركية الناتجة عن التدريب اللامركزي بشكل أكثر كفاءة.
تستخدم الرياضية الكندية الأولمبية كيم سان بيير التدريب اللامركزي كجزء من نظامها. وتقوم تقنية إيسموندي بتحويل التدريب اللامركزي إلى ممارسة متاحة للعامة من خلال برنامجي "التمدد الكلاسيكي" و"إسينتريكس". بعد أن خضعت سان بيير لجراحة في الورك في صيف عام 2007، بدأت في ممارسة تقنية إيسموندي مع الخبيرة ميراندا إيسموندي-وايت من برنامج "التمدد الكلاسيكي" على قناة بي بي إس، وسهرا إيسموندي-وايت مقدمة تمارين "إسينتريكس"، من أجل شفاء وركها.
وفقًا للاختبارات، فإن الزيادات في كل من القوة وحجم الألياف العضلية تكون أكبر مع التدريب اللامركزي مقارنة بالتدريب المركزي التقليدي.
الطبيعة التأهيلية للتدريب اللامركزي، وتكلفته المنخفضة من حيث الطاقة، ومستويات القوة العالية، والانخفاض في استهلاك الأوكسجين، كلها تجعل منه خيارًا مناسبًا لكبار السن ولأغراض التأهيل.
مع التقدم في العمر، يُصبح فقدان القوة وكتلة العضلات أمرًا شائعًا. ويُضاف إلى ذلك الإصابة بالأمراض، والمشاكل القلبية والتنفسية. يوفر التدريب اللامركزي لكبار السن، ولمن يعانون من مشاكل مشابهة، القدرة على تدريب مجموعات عضلية وزيادة القوة والمرونة من خلال تمرين منخفض الطاقة.
لقد ثبت أن التدريب اللامركزي مفيد لأولئك الذين يعانون من مجموعة متنوعة من الأمراض الجسدية.
ووفقًا لمراجعة منهجية وتحليل شمولي حول متلازمة انحشار الكتف، لم يظهر التدريب اللامركزي تحسنًا في الألم أو الوظيفة بشكل أكبر من أنواع التدريب الأخرى.

## تمزق الرباط الصليبي الأمامي
يُسبب تمزق الرباط الصليبي الأمامي في الركبة أضرارًا جسيمة قد تستمر لعدة سنوات، وغالبًا ما يتطلب تدخلاً جراحيًا. يُعد الرباط الصليبي الأمامي أحد الأربطة الأربعة الأساسية المثبتة للركبة. وخلال مرحلة التأهيل بعد الجراحة، يمكن استخدام التدريب اللامركزي كعنصر أساسي لتطوير حجم العضلة وقوتها. ووفقًا لاختبارات أُجريت عام 2007 من قبل جاي. باري غيربر، فإن التغيرات الهيكلية في العضلات تجاوزت بشكل كبير ما تحقق عبر إعادة التأهيل المركزي التقليدي. وأدى التعرض التدريجي المتزايد للعمل السلبي في نهاية المطاف إلى توليد قوة عضلية عالية.

## الساركوبينيا
الساركوبينيا هي الفقدان التدريجي في الكتلة العضلية نتيجة التقدم في العمر. تبدأ الكتلة العضلية بالتدهور منذ سن الخامسة والعشرين، وتستمر بالتدهور مع التقدم في السن. وبحلول سن الثمانين، "يكون نصف الكتلة العضلية الهيكلية قد فُقد". مع هذا التراجع الكبير في الكتلة، تنخفض القوة كذلك. يمتلك التدريب اللامركزي القدرة على مقاومة الساركوبينيا من خلال التمرين المستمر. ويُوفر الجمع بين الحمل الزائد الكبير على العضلة مع التأثير الأقل على الجسم، إضافة إلى أنظمة القلب والتنفس، خيارًا مثاليًا لكبار السن. وتُعتبر مجموعة الخصائص المتعلقة بالقوة العالية والتكلفة المنخفضة في التدريب اللامركزي مثالية للمسنين ذوي القدرات المحدودة.

## إصابات الأوتار العضلية
يعمل النظام العضلي الوتري بأكمله بشكل منسجم لإبطاء حركة الأطراف. وتساعد العلاقة الوثيقة بين العضلات والأوتار على تبدد الحرارة أو تخزين الطاقة الحركية مؤقتًا. وإذا تجاوزت القوى المطلوبة لإبطاء الطرف قدرة النظام العضلي الوتري، فمن المحتمل أن تحدث الإصابة.
الرياضيون الذين يعانون من إصابات متكررة في أوتار العضلات الخلفية وعضلات الفخذ الخارجية يُظهرون ضعفًا أكبر في القوة اللامركزية، ما يُشير إلى أن تحسينات التدريب اللامركزي قد تُقلل من مخاطر الإصابة عبر تقوية التكوينات العضلية الوتريّة في مناطق الجسم المعرضة لضغط عالٍ.
ويُعد التدريب اللامركزي مفيدًا جدًا لأولئك الذين يسعون لتجنب الإصابات عبر تحسين قدرة العضلة على امتصاص طاقة أكبر قبل أن تتدهور. ووفقًا لأحد المقالات، "يؤدي التدريب اللامركزي إلى زيادة في صلابة الأوتار، وقوة أكبر عند نقطة الانهيار، وتحسُّن في قدرة الامتصاص للطاقة عند منطقة الوصل العضلي الوتري".

## نقص الكثافة العظمية
يُعد نقص الكثافة العظمية في العادة مقدمة لهشاشة العظام، ويُشير إلى انخفاض كثافة العظم عن المستويات الطبيعية. تتأثر كتلة العظم بالقوى العضلية وتأثيرها على البنية العظمية. وتُؤثر قوة وكثافة العظم بشكل مباشر بالشد المحلي. وبسبب الشد العالي على العضلات أثناء التدريب اللامركزي، إلى جانب انخفاض استهلاك الطاقة، يُصبح التدريب اللامركزي جزءًا أساسيًا من عملية التأهيل العظمي.

## الاعتلالات الوترية
تؤدي الأنشطة المتكررة المكثفة عادة إلى اضطرابات مزمنة في الأوتار، حيث تُصاب الأوتار بالتهاب أو تمزق. وعلى الرغم من أن هذه الاضطرابات ترتبط عادة بالحركات العضلية اللامركزية، إلا أن قدرة العضلات على تقوية نفسها والوقاية من الإصابة من خلال التدريب اللامركزي كبيرة. فأنظمة التأهيل الخاضعة للرقابة يمكنها أن تُقوي وتُصلح الأوتار.
هناك أدلة كافية تدعم فكرة أن الوتر، كحال العضلة، يمكن أن يتكيّف إيجابيًا مع الإجهاد البدني والأحمال اللامركزية.
وقد تم التوصل إلى أن القوى العالية الناتجة عن العضلة والوتر، والتي يتم تطبيقها في بيئة خاضعة للرقابة، ضرورية لتحقيق التكيف الأمثل للوتر. ورغم أن الإجهاد اللامركزي مرتبط بالإصابة، إلا أن تمارين التدريب اللامركزي عالية القوة ضرورية لتحقيق أقصى قدر من التعافي.

## التهاب وتر الرضفة المزمن
هي حالة تنشأ عندما يلتهب الوتر والأنسجة المحيطة به ويتهيجان، ويحدث ذلك غالبًا نتيجة الإفراط في الاستخدام، خاصة في الأنشطة التي تتضمن القفز. ولهذا السبب يُطلق على التهاب وتر الرضفة المزمن غالبًا اسم "ركبة القافز". أجرى رولد بار وزملاؤه دراسة تناولت أي من طرق إعادة تأهيل الأوتار – تمرين "القرفصاء اللامركزي" أو تمرين "تمديد/ثني الساق" باستخدام الأجهزة الرياضية الشاملة – يعطي نتائج أفضل من حيث التعافي في علاج التهاب وتر الرضفة المزمن.
تم إخضاع المشاركين لبرنامج تمرين استمر لمدة اثني عشر أسبوعًا، حيث جرى قياس محيط الفخذ وقوة العضلات الرباعية وأوتار الركبة. لم تكن هناك فروقات كبيرة بين المجموعتين في قوة العضلات الرباعية أو أوتار الركبة، إلا أن قوة أوتار الركبة زادت بشكل ملحوظ في كلتا المجموعتين. لكن، مجموعة تمرين القرفصاء اللامركزي سجلت تقييمات أقل بشكل كبير من حيث الألم، كما أنتجت ضعف عدد المشاركين الذين أصبحوا خالين من الألم بنهاية البرنامج مقارنة بالمجموعة الأخرى.

## التغيرات القلبية الوعائية
أشارت عدة دراسات حديثة إلى أن التمارين اللامركزية مثل المشي نزولًا على التلال، تُحدث تأثيرات مفيدة أكبر على حساسية الإنسولين، ونسبة الدهون في الدم، واللياقة البدنية، مقارنةً بالمشي صعودًا. استخدمت إحدى الدراسات السلالم والمصاعد، بينما استخدمت الأخرى الجبل والتلفريك.
في كلا الحالتين، كانت التحسينات القلبية الوعائية أكبر لدى الأشخاص الذين صعدوا باستخدام وسائل النقل ثم مشوا نزولًا، مقارنةً بأولئك الذين مشوا صعودًا ثم نُقِلوا نزولًا.